# سوگواری حرفه‌ای

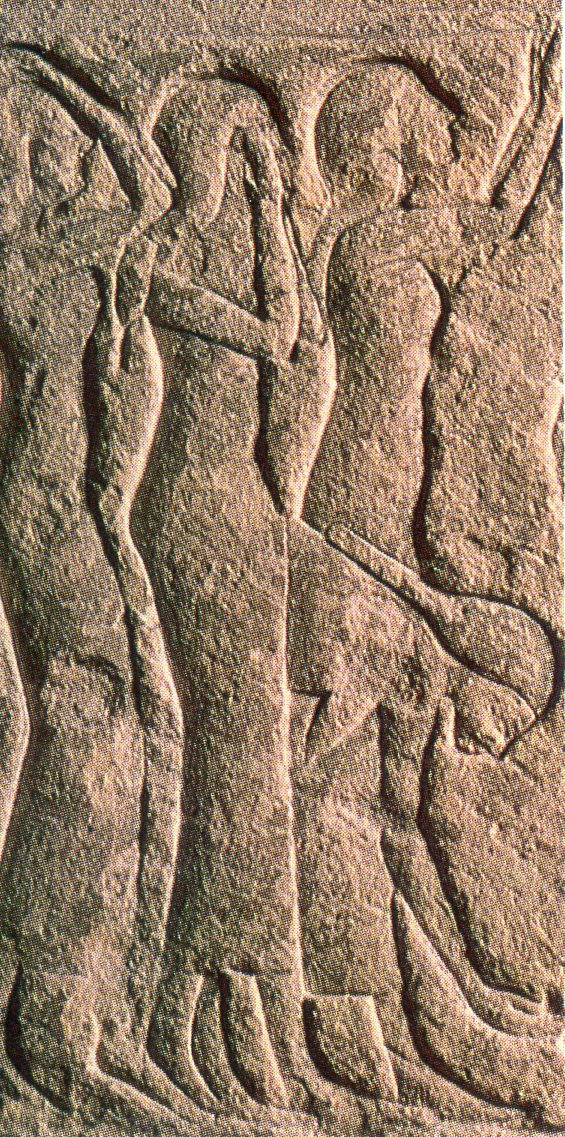
سوگواران مصری در یک کتیبه سنگی

سوگواری حرفه‌ای (انگلیسی: Professional mourning) یا گریه‌کنی حرفه‌ای شغلی است که ریشه در مصر باستان، حوزهٔ مدیترانه، چین و خاور نزدیک دارد. عزاداران حرفه‌ای یا گریه‌کن‌ها برای مراسم خاکسپاری استخدام می‌شوند تا برای فرد درگذشته زاری و ستایشگری کنند؛ خانواده‌اش را تسلّی بدهند یا آنها را سرگرم کنند. در متونی دینی مانند کتاب مقدس، نوشته‌های باستانی زبان اوگارتی تا اشعار معاصر دربارهٔ این عزاداران سخن گفته شده‌است. در برخی فرهنگ‌های این عزاداران مورد احترام هستند و برخی فرهنگ‌ها بادیدهٔ منفی به این شغل نگریسته می‌شود؛ مثلاً در دوران انقلاب فرهنگی چین این شغل نکوهید شده یا در ایران «شغل کاذب» نامیده می‌شود. در هند، عزاداران حرفه‌ای زن، رودالی نام داشتند و به ویژه در راجستان رایج بودند. این شغل در چین و دیگر کشورهای آسیایی رایج است، به طوری که مردم، حضور این عزاداران حرفه‌ای نشانهٔ آبرو، نشان دادن اهمیت مذهبی و تاریخی یک مراسم تحریم هستند.

## در فرهنگ عامه
- فیلم هندی رودالی (۱۹۹۳) به کارگردانی کالپانا لاجمی، فیلمی راجع به زنی گریه‌کن در راجستان است.[۵]
- فیلم کوتاه ایرانی، تبکی (۲۰۰۱) ساختهٔ بهمن کیارستمی، دربارهٔ گریه‌کن‌های حرفه‌ای است.[۶]
- فیلم ایرانی، چند می‌گیری گریه کنی؟ (۱۳۸۴) ساختهٔ محسن تنابنده، داستان مردی است که به کشورش برمیگردد و متوجه می‌شود کسی را ندارد که در مراسم تحریمش گریه کند.[۷]
- فیلم ژاپنی، میوهارو (۲۰۱۶) ساختهٔ آکیو فوجومورا، داستان زن بازیگر شکست‌خورده‌ایست که به گریه‌کنی روی می‌آورد.[۸]
- فیلم فیلیپینی، بانوان گریان (۲۰۰۳) ساختهٔ مارک میلی داستانی راجع به گریه‌کن‌های فیلیپینی است.[۹]
- در فیلم آلمانی، تشییع جنازه در برلین(۱۹۶۶) ساختهٔ گای همیلتون، یک عزادار حرفه‌ای نقش کلیدی در پیشبرد داستان دارد.[۱۰]